# Caviomorpha
Infra-ordre
Les caviomorphes (Caviomorpha) forment un infra-ordre (ou plus exactement un micro-ordre) de rongeurs qui comprend les hystricognathes d'Amérique du Sud. La plupart des auteurs le considèrent désormais comme un taxon ou un clade hors classification.

## Histoire
Ce taxon a été créé pour la première fois en 1955 par les paléontologues américains Albert Elmer Wood (1910-2002) et Bryan Patterson (1909-1979). En 1988, il a été intégré par Carroll au sous-ordre des Hystricognathes (Hystricognathi ou Hystricognatha selon les auteurs), suivi par Nowak en 1999, puis Huchon et Douzery en 2001. Il a été classé comme clade hors rang par P. Coster et al. en 2010.
En effet, au début du XXIe siècle, les études génétiques et morphologiques diverses se recoupent pour soutenir la thèse de relations étroites liant les hystricognathes d'Amérique du Sud (les caviomorphes) et ceux d'Afrique.

## Liste des sous-taxons
Selon Paleobiology Database (20 janv. 2013) :
- Cavioidea
- Chinchilloidea
- Erethizontidae
- Erethizontoidea
- Octodontoidea